# Észak-Amerika vasúti közlekedése
Észak-Amerika vasúti közlekedése merőben eltérő az európaitól. A kontinensen nem alakultak ki nagy nemzeti vasúttársaságok, a közlekedést (főleg a teherszállítást) magáncégek végzik. A vasút szerepe a személyszállításban minimális, elsősorban a nagyvárosok hivatásforgalmát bonyolítják le. A távolsági személyszállítás részaránya 1% alatti. Az amerikai vasutak fő profilja a teherszállítás: elsősorban ásványkincseket, fát és konténereket fuvaroznak. A villamos vontatás a városi vonalakon kívül szinte teljesen ismeretlen.

## Története
Észak-Amerikába az első gőzmozdonyok még Angliából érkeztek. Ám nem feleltek meg az újvilág igényeinek, túl nehezek voltak az amerikai pályákhoz. Ez vezetett oda, hogy beindult a hazai mozdonygyártás.
Hamarosan hatalmas építkezések kezdődtek, és a vasutak behálózták az egész kontinenst. A szárazföld mindkét partjáról megindultak az építők, hogy megépítsék a világ első transzkontinentális vasútvonalát.

## Észak-amerikai vasúttársaságok
- Amtrak
- BNSF
- Union Pacific Railroad